# 神咲みゆ
神咲 みゆ（かんざき - 、1988年5月8日 - ）は、日本のタレントである。
神奈川県出身。まくびー所属。
身長152cm、B88・W58・H80。

## 人物・来歴
- 趣味： ブログを書くこと
- 特技： かき氷早食い
- 2009年、12月から5人組アイドルユニット美脚戦隊スレンダーのメンバー（スレンダーピンク）として活動開始。
- 関東でちゃう!ガールズの一員

## 出演

### テレビ出演
- マルさまぁ〜ず（2010年5月19日・TBS系）

### インターネット
- JS TV（あっ!とおどろく放送局）
- 神咲みゆの勝手に押上親善大使（WALLOP）
- 神咲みゆの勝手に○○親善大使（WALLOP）

江頭のPPPするぞ